# Frederick Doveton Sturdee
Frederick Charles Doveton Sturdee (Lewisham, Londres, Gran Bretaña; 9 de junio de 1859 - Camberley Surrey, 7 de mayo de 1925) fue un Almirante de la Flota de la Real Marina Británica cuya principal actuación fue la destrucción de la escuadra alemana del almirante Graf Maximilian von Spee en las islas Malvinas en 1914.

## Biografía
Doveton Sturdee nació en 1859 en Lewisham, localidad cerca de Londres, y provenía de una familia con rancias tradiciones navales; Doveton Sturdee ingresó a la Royal Navy en julio de 1871 a la edad de 12 años en New Cross y luego como cadete en el buque-escuela Britannia, sirvió en la ""Estación Naval de las Indias Orientales"" ascendiendo a guardiamarina en 1872.  En 1880, fue ascendido a teniente después de especializarse en la Escuela de Torpedos en Portsmouth.
Sturdee sirvió desde 1887 a 1890 a bordo  del HMS Bellerophon como oficial torpedero hasta alcanzar el grado de oficial instructor.  En 1893 fue ascendido a comandante y enviado al Ministerio de Marina como Director de Artillería.
En 1897 fue enviado a la Estación Naval de Australia como comandante del HMS Porpoise, en 1899 fue mediador entre los intereses alemanes y estadounidenses por las islas Samoa. En 1905 fue nombrado Jefe de Estado Mayor de la "Flota del Mediterráneo" y en 1907 es nombrado Jefe de Personal de nuevo en Portsmouth.
En 1910 Sturdee es promovido a contralmirante y en 1913 es ascendido a vicealmirante y nombrado comandante de flota de cruceros de la Royal Navy hasta el advenimiento de la Gran Guerra.

### Primera Guerra Mundial
Al estallar el conflicto de 1914 Sturdee fue nombrado Jefe de Estado Mayor de Guerra bajo la dependencia del entonces Primer Lord del Almirantazgo, Luis de Battenberg. 
En este punto de su fulgurante trayectoria naval se ganó la mala disposición del príncipe de Battenberg por su nula gestión en el resultado de la Batalla de Coronel (1 de noviembre de 1914),  Sturdee fue acusado de grave negligencia por ignorar las peticiones de ayuda del almirante Sir Christopher Cradock, quien reclamaba a Sturdee el envío de buques para reforzar su débil 4.ª Escuadra de cruceros livianos, la cual fue finalmente aniquilada por los alemanes en dicha batalla frente a las costas de Chile, lo cual dañaba seriamente  el prestigio de las armas británicas. La carrera de Doveton Sturdee pareció entonces llegar a su fin.
 La vuelta como Primer Lord del Almirantazgo, de Sir John Arbuthnot Fisher quien a pesar de que tampoco tenía un buen concepto de Sturdee salvó su carrera dándole la posibilidad de reivindicarse dándole chance de revertir los resultados.
Fisher a petición de Winston Churchill envió a principios de diciembre de 1914 a Sturdee en persona a bordo del HMS Invincible con la única misión de destruir la agrupación alemana de Spee apenas se asomara en las Islas Malvinas, para ello contaba además con el crucero HMS Kent, el acorazado HMS Inflexible  y el vetusto HMS Canopus.

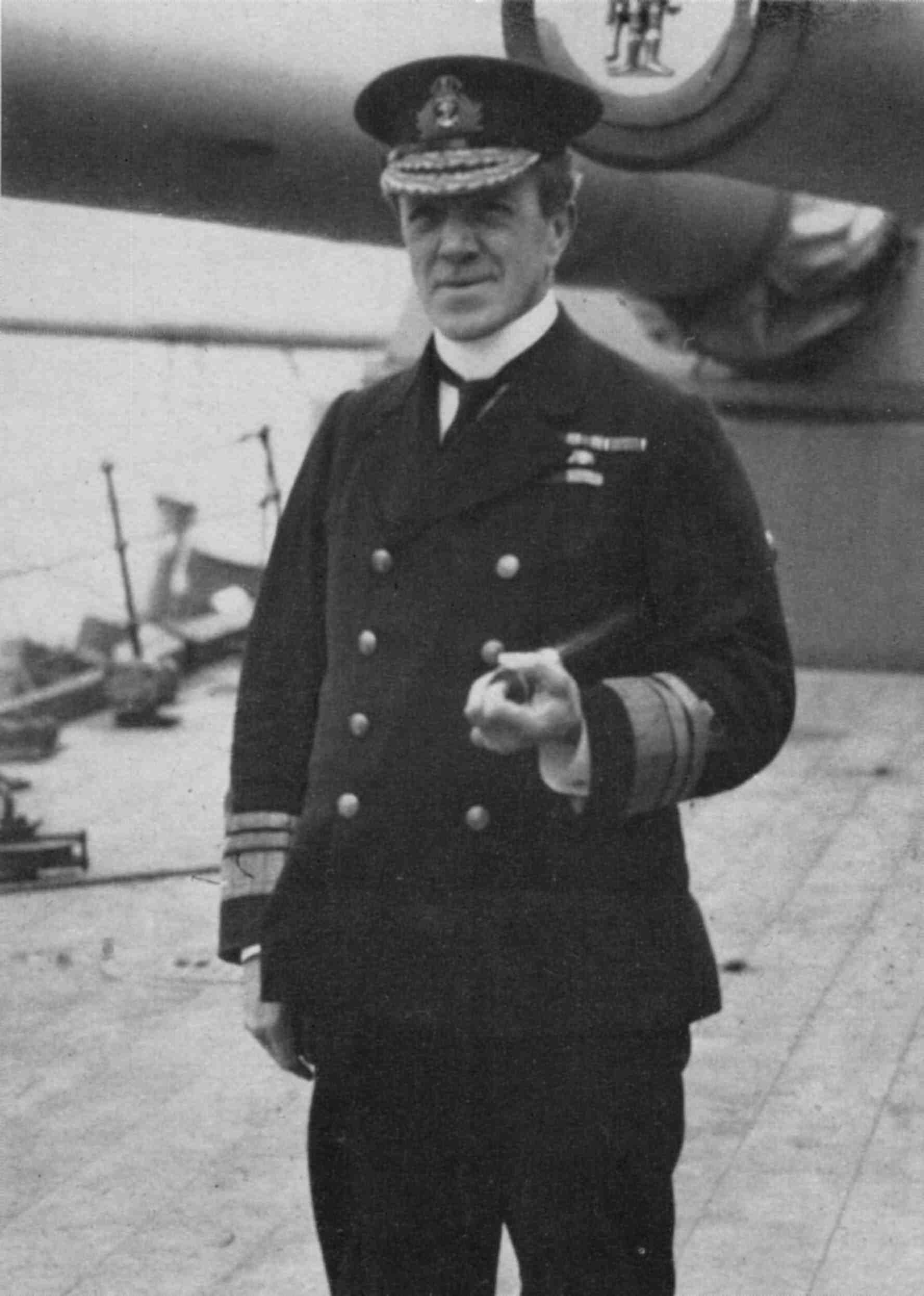
Frederick Doveton Sturdee a bordo del HMS Hercules en 1916.

Doveton Sturdee gracias a dos errores tácticos del almirante alemán Maximilian von Spee, (quien demoró viarias semanas en la costa de Chile, y ya en estando en las costas de las Malvinas rehusó iniciar combate pese a sorprender desprevenida la flota británica surta en puerto y sin los fuegos encendidos), Sturdee logró engañar y hacer huir a la escuadra alemana de Puerto Stanley persiguiéndola, logrando destruirla en altamar decisivamente el 14 de diciembre de 1914, escapando solamente el SMS Dresden gracias a su velocidad. 
Sturdee volvió a Gran Bretaña con las aras de la aplastante victoria sobre Armada Imperial Alemana recibiendo honores y reconocimiento.
Sturdee paradójicamente fue un crítico del almirante Sir John Jellicoe  por su conducta en la Batalla de Jutlandia en 1915. Doveton Sturdee  fue nombrado 1.er Baron y ascendido a Almirante en 1917.

### Retiro y vida final
La retirada de Fisher del servicio naval en 1915 despejó la trayectoria de Sturdee y de este modo en 1921 fue promovido a Almirante de la Flota y nombrado Sir con la condecoración de caballero gran cruz de la Orden del Baño. No obstante, ya reuniendo las condiciones y títulos nobiliarios no llegó a ser promovido a  Lord del Almirantazgo siendo propuesto en su lugar Sir David Beatty.
Sturdee se retiró en 1925, falleciendo en la localidad inglesa de Surrey ese mismo año a la edad de 66 años siendo inhumado en la iglesia de San Pedro. Su tumba lleva una cruz hecha con la madera del HMS Victory. Sturdee fue el principal promotor de la restauración de la HMS Victory y admirador de Horacio Nelson. Su descendencia siguió la tradición naval llegando a ser almirantes.